# Jorge Gesdel
Jorge Gesdel es el seudónimo artístico de Jorge Alfredo del Gesso (Gran Buenos Aires, 15 de mayo de 1944 - Buenos Aires, 5 de octubre de 2016), actor argentino de cine, teatro y televisión.

## Carrera
Nació bajo el nombre de Jorge Alfredo del Gesso en Villa Ballester, en el norte del Gran Buenos Aires.
Estudió desde muy joven teatro e inició su carrera profesional en 1970, siempre en roles secundarios.
En cine trabajó bajo la dirección de Emilio Vieyra en las películas Sucedió en el internado en 1985, protagonizada por María del Carmen Valenzuela, Mariana Karr, Luis Luque y Julio de Grazia; y 1996 con Adiós, abuelo, con Jairo y Stella Maris Lanzani.
También actuó para la pantalla chica argentina como Rolando Rivas, taxista y Casados con hijos.
Falleció el 5 de octubre de 2016, a los 72 años, tras una dolorosa enfermedad.
Sus restos descansan en el panteón de Asociación Argentina de Actores (gremio del que estuvo afiliado desde 1972), del Cementerio de la Chacarita.

## Filmografía
- 1985: Sucedió en el internado.
- 1996: Adiós, abuelo.

## Televisión
- 1972/1973: Rolando Rivas, taxista.
- 1973: Alta comedia.
- 1981: El ciclo de Guillermo Brédeston y Nora Cárpena.
- 1981: Los miserables.
- 1998: Muñeca brava.
- 2003: Abre tus ojos
- 2004: La niñera.
- 2005: Casados con hijos, episodio «Pañales y videos».
- 2006: El refugio.